# Секирино (Зарайский район)
Секирино — деревня в Зарайском районе Московской области, в составе муниципального образования сельское поселение Машоновское (до 29 ноября 2006 года входила в состав Протекинского сельского округа), деревня связана автобусным сообщением с райцентром и соседними населёнными пунктами.

## Население
| 2002 | 2006 | 2010 |
| ---- | ---- | ---- |
| 41   | ↘31  | ↗42  |

## География
Секирино расположено в 12 км на  северо-запад от Зарайска, на безымянных ручьях бассейна реки Осетр, высота центра деревни над уровнем моря — 167 м.

## История
Секирино впервые упоминается в Платёжных книгах 1594 года. В 1790 году в деревне числилось 30 дворов и 276 жителей, в 1884 году — 85 дворов и 485 жителей, в 1906 году — 122 двора и 834 жителя. В 1932 году был образован колхоз «Красная звезда», с 1950 года — в составе колхоза им. Сталина, с 1960 года — в составе совхоза «Вперед к коммунизму».

## Фотографии

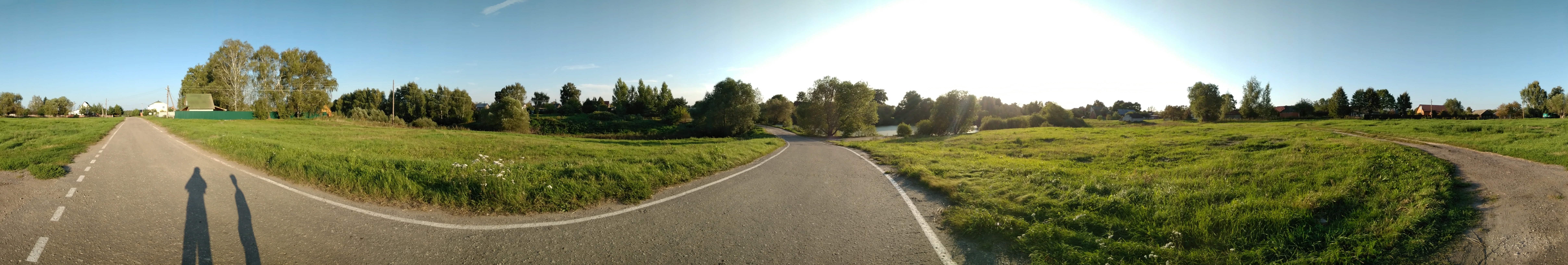
Центр Секирино, Лето

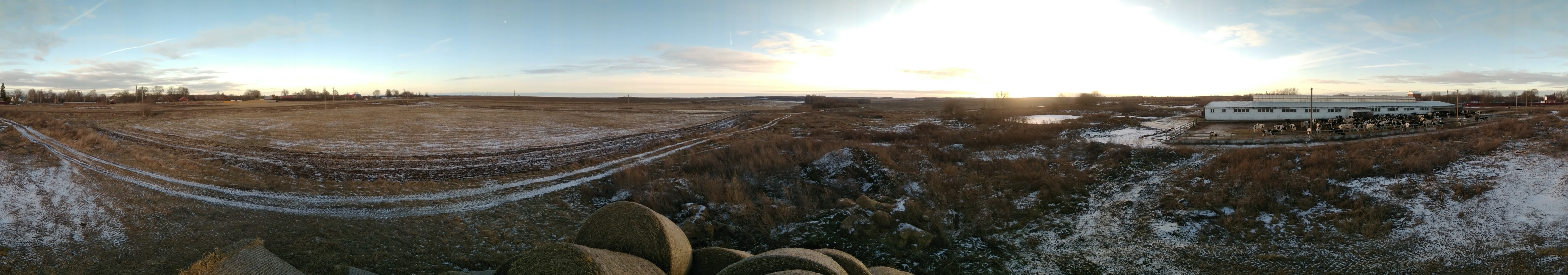
Секирино Зимой, Возле коровника